# 甲樹路
甲樹路（Jiashu Rd.）為高雄市橋頭區的南北向道路，起端為里林東路，末端為甲昌路，是往來橋頭區、楠梓區同時也可以銜接岡山區的重要道路。

## 行經行政區域
- 橋頭區

## 沿線設施
（由北至南）
- 高雄市立橋頭殯儀館
- 台糖加油站白埔站
- 六班長紀念公園
- 7-ELEVEN甲圍門市
- 高雄市橋頭區甲北社區活動中心
- 高雄市政府消防局第四大隊第一中隊橋頭分隊
- 高雄市政府警察局岡山分局甲圍派出所
- 甲圍公園

## 公共自行車
- 高雄市公共自行車租賃系統：
  - 甲圍公園：甲樹路/甲昌路龍泉巷口(東北側)

## 相關連結
- 高雄市主要道路列表